# Volturara Appula
Volturara Appula là một đô thị thuộc tỉnh Foggia trong vùng Puglia của Italia. Đô thị này có diện tích 51 km2, dân số 595 người.
Đô thị này giáp với các đô thị sau: Alberona, Celenza Valfortore, Motta Montecorvino, San Bartolomeo in Galdo, San Marco la Catola, Volturino.